# Schmalensee (See)
Der Schmalensee ist ein See im Kreis Segeberg im deutschen Bundesland Schleswig-Holstein westlich der Ortschaft Schmalensee. Er gehört zur Bornhöveder Seenkette, ist ca. 90 ha groß und bis zu 7,5 m tief.